# عبد الرزاق سبقاق
عبد الرزاق سبقاق هو سياسي جزائري، من مواليد 19 يناير 1967 في مدينة تقرت، عُين عضوا في حكومة بن عبد الرحمان بمنصب وزير الشباب و الرياضة بتاريخ 7 يوليو 2021.
شغل عبد الرزاق سبقاق العديد من المناصب السامية في السلطة على غرار مدير عام لصندوق دعم الشباب، بالإضافة إلى مدير الإدارة العامة لوزارة الشؤون الدينية،َ كما شغل عبد الرزاق سبقاق منصب أمين عام للهيئة الوطنية للوقاية من الفساد ومكافحته، بالإضافة إلى شغله منصب مدير عام لديوان الحج والعمرة.